# Стів Джонсон
Стів Джонсон (англ. Steve Johnson, 24 грудня 1989) — американський тенісист, олімпійський медаліст. 
Свій перший титул в одиночному розряді Джонсон здобув на Nottingham Open 2016.
Бронзову олімпійську медаль Джонсон здобув на Іграх 2016 року в Ріо-де-Жанейро в парному турнірі разом із Джеком Соком.

## Фінали турнірів ATP

### Одиночний розряд: 6 (4 титули, 2 поразки)
| Легенда                       |
| ----------------------------- |
| Турніри Великого шолома (0–0) |
| ATP World Tour Фінали (0–0)   |
| Тур ATP Мастерс 1000 (0–0)    |
| Тур ATP 500 (0–1)             |
| Тур ATP 250 (4–1)             |

| Фінали за покриттям |
| ------------------- |
| Тверде (0–2)        |
| Ґрунт (2–0)         |
| Трава (2–0)         |

| Фінали за типом корту |
| --------------------- |
| Відкритий корт (4–1)  |
| Закритий корт (0–1)   |

| Результат | В-П | Дата     | Турнір                                      | Категорія  | Покриття   | Опонент             | Рахунок            |
| --------- | --- | -------- | ------------------------------------------- | ---------- | ---------- | ------------------- | ------------------ |
| Поразка   | 0–1 | Жов 2015 | Vienna Open, Австрія                        | 500 Series | Тверде (i) | Давид Феррер        | 6–4, 4–6, 5–7      |
| Перемога  | 1–1 | Чер 2016 | Nottingham Open, UK                         | 250 Series | Трава      | Пабло Куевас        | 7–6(7–5), 7–5      |
| Перемога  | 2–1 | Кві 2017 | U.S. Men's Clay Court Championships, US     | 250 Series | Ґрунт      | Томас Беллуччі      | 6–4, 4–6, 7–6(7–5) |
| Перемога  | 3–1 | Кві 2018 | U.S. Men's Clay Court Championships, US (2) | 250 Series | Ґрунт      | Тенніс Сендгрен     | 7–6(7–2), 2–6, 6–4 |
| Перемога  | 4–1 | Лип 2018 | Hall of Fame Open, US                       | 250 Series | Трава      | Рамкумар Раманатхан | 7–5, 3–6, 6–2      |
| Поразка   | 4–2 | Сер 2018 | Winston-Salem Open, US                      | 250 Series | Тверде     | Данило Медведєв     | 4–6, 4–6           |

### Парний розряд: 8 (2 титули, 6 поразок)
| Легенда                       |
| ----------------------------- |
| Турніри Великого шолома (0–0) |
| ATP World Tour Фінали (0–0)   |
| Тур ATP Мастерс 1000 (0–1)    |
| Тур ATP 500 (0–0)             |
| Тур ATP 250 (2–5)             |

| Фінали за покриттям |
| ------------------- |
| Тверде (0–6)        |
| Ґрунт (1–0)         |
| Трава (1–0)         |

| Фінали за типом корту |
| --------------------- |
| Відкритий корт (2–3)  |
| Закритий корт (0–3)   |

| Результат | В-П | Дата     | Турнір                 | Категорія    | Покриття   | Партнер         | Опоненти                             | Рахунок               |
| --------- | --- | -------- | ---------------------- | ------------ | ---------- | --------------- | ------------------------------------ | --------------------- |
| Поразка   | 0–1 | Лип 2014 | Atlanta Open, US       | 250 Series   | Тверде     | Сем Кверрі      | Вашек Поспішил Джек Сок              | 3–6, 7–5, [5–10]      |
| Поразка   | 0–2 | Лют 2016 | Memphis Open, US       | 250 Series   | Тверде (i) | Сем Кверрі      | Маріуш Фирстенберг Сантьяго Гонсалес | 4–6, 4–6              |
| Перемога  | 1–2 | Тра 2016 | Geneva Open, Швейцарія | 250 Series   | Ґрунт      | Сем Кверрі      | Равен Класен Ражів Рам               | 6–4, 6–1              |
| Поразка   | 1–3 | Лют 2017 | Memphis Open, US       | 250 Series   | Тверде (i) | Раян Гаррісон   | Браян Бейкер Нікола Мектич           | 3–6, 4–6              |
| Поразка   | 1–4 | Лют 2020 | New York Open, US      | 250 Series   | Тверде (i) | Рейллі Опелка   | Домінік Інглот Айсам-уль-Хак Куреші  | 6–7(5–7), 6–7(6–8)    |
| Поразка   | 1–5 | Лип 2021 | Atlanta Open, US       | 250 Series   | Тверде     | Джордан Томпсон | Рейллі Опелка Яннік Сіннер           | 4–6, 7–6(8–6), [3–10] |
| Поразка   | 1–6 | Сер 2021 | Мастерс Цинциннаті, US | Masters 1000 | Тверде     | Остін Крайчек   | Марсель Гранольєрс Орасіо Себальйос  | 6–7(5–7), 6–7(5–7)    |
| Перемога  | 2–6 | Лип 2022 | Hall of Fame Open, US  | 250 Series   | Трава      | Вільям Блумберґ | Равен Класен Марсело Мело            | 6–4, 7–5              |

## Зовнішні посилання
- Досьє ATP

| Тенісист | Це незавершена стаття про тенісиста чи тенісистку. Ви можете допомогти проєкту, виправивши або дописавши її. |